# Бурхард IV в Хасегау
Бурхард IV (на немски: Burchard IV, * 940, † 13 юли 982 убит при Кротоне) от род Бурхардинги е граф в Хасегау и Лизгау.

## Биография
Той е син на херцог Бурхард III от Швабия и първата му съпруга Вилтраут (Вилтруд) от фамилията Имединги. 
Неговият по-голям брат е граф Дитрих I фон Ветин.
През 981 г. император Ото II има нужда в Италия от войниции и Бурхард и брат му Деди заминават за там. Двамата падат убити на 13 юли 982 г. в битката при битката при Кротоне против сарацините.

## Фамилия
Бурхард се жени за Емма фон Мерзебург (* 942), вероятно дъщеря на граф Зигфрид в Хасегау (961 – 980), и има с нея три деца:
- Бурхард I фон Гозек, пфалцграф на Саксония
- Фридрих I († 1042)
- дъщеря, ∞ граф Гебхард I фон Кверфурт (970 – 1017)